# Sie nannten ihn Plattfuß
Sie nannten ihn Plattfuß (Originaltitel: Piedone lo sbirro – direkte Übersetzung: Bigfoot, der Polizist) ist der erste von vier Teilen der erfolgreichen Kriminalfilmserie, in deren Mittelpunkt der füllige, aber friedliebende Kriminalkommissar Manuele Rizzo – Spitzname Plattfuß – und sein Assistent Caputo stehen. Kinostart in der Bundesrepublik war am 14. Februar 1974 und in der DDR am 16. September 1977. Wiederaufgeführt wurde der Film im Mai 1982 unter dem Titel Buddy fängt nur große Fische. Die Fortsetzungen sind Plattfuß räumt auf (1975), Plattfuß in Afrika (1978) und Plattfuß am Nil (1980).

## Handlung
Joe, ein amerikanischer Seemann, randaliert unter Drogeneinfluss mit einer Waffe auf einem Hochhausdach mitten in Neapel. Als Joe von Scharfschützen erschossen werden soll, erscheint Kommissar Rizzo. Er hält seine Kollegen davon ab, den Mann zu erschießen und steigt selbst auf das Dach. Dort gelingt es ihm mit Mühe, den Seemann zu überwältigen. Nach einem Gespräch unter vier Augen nimmt der Kriminalkommissar dem Marinesoldaten noch weitere Betäubungsmittel ab, verspricht ihm aber eine mildere Haftstrafe, sofern er sich ohne weitere Gegenwehr festnehmen lässt. Man einigt sich später auf „Sonnenstich“ als Ursache für den Ausraster.
Als Rizzo am gleichen Tag wieder in seinem Büro erscheint, erfährt er, dass er einen neuen Vorgesetzten bekommt, einen gewissen Dr. Tabassi. Dieser will, dass alle Polizisten eine Schusswaffe tragen, was Rizzo missfällt, da er selbst stets unbewaffnet ist und nur seine Fäuste benutzt. Tabassi macht Rizzo außerdem klar, dass er von dessen Methoden nicht viel hält.
Nachdem eine Prostituierte namens Marta mit einer scharf geschliffenen Münze im Gesicht entstellt wurde, nimmt sich Rizzo der Sache an. Von einer Freundin Martas erfährt er, wer dahinter steckt: Ferdinando Scarano, genannt „Der Baron“. Rizzo stellt diesen zur Rede und verprügelt ihn. Er ist sich sicher, dass Ferdinando eine wichtige Rolle im Drogengeschäft spielt. Kurz bevor dieser unter Rizzos Druck gestehen will, erscheint allerdings sein Anwalt de Ribbis und er wird aufgrund mangelnder Beweise auf freien Fuß gesetzt. Rizzo wird von seinem neuen Chef Tabassi suspendiert, da er Scarano verprügelt hat und sich auch sonst nicht an die Regeln hält.
Rizzo ermittelt trotz der Suspendierung weiter. Er wendet sich an die neapolitanische Mafia, die Camorra, und macht deren Führern klar, dass sie bald nichts mehr zu sagen haben werden, wenn sie ihn nicht gegen die ausländischen Drogendealer aus Marseille unterstützen. Ein Mitglied der Camorra namens Tonino Percuoco, von allen nur „Zwei-Finger-Joe“ genannt (da er an der linken Hand nur noch zwei Finger hat), überredet seine Camorra-Kollegen, Rizzo unter die Arme zu greifen, was diese dann auch tatkräftig tun.
Nun meldet sich Ferdinando, der Baron; er will mit Rizzo sprechen. Der Baron will gestehen und um Schutz bitten, da ihn die ausländischen Dealer, für die er gearbeitet hat, nun bedrohen, weil ihm die von Rizzo geführten Camorra-Mitglieder seines Rauschgiftes beraubten und er somit keinen Gewinn macht. Als Rizzo bei ihm auftaucht, liegt Ferdinando allerdings bereits durch Kopfschuss hingerichtet auf einem Liegestuhl. Rizzo kann den Tatort gerade noch unauffällig verlassen.
Rizzo wird von seinem Chef Tabassi vorgeladen. Dieser hat ihn in Verdacht, sowohl Ferdinando getötet, als auch einen weiteren Mord begangen zu haben. Das andere Opfer ist ein kleiner Mann namens Scartelato, der von allen nur „Der Bucklige“ genannt wurde. Er war einer von Rizzos bezahlten Informanten, obwohl er zumeist nur Geschichten erfand. Rizzo sieht in ihm weniger einen Informanten als einen Freund und Glücksbringer. Rizzo stößt bei der Untersuchung des Tatorts auf einen wichtigen Hinweis, den ihm Scartelato zurückgelassen hat. Auch erinnert er sich daran, dass Scartelato ihm etwas von einer Drogenlieferung aus Tunis erzählte, die im Hafen ankommen soll.
Im Hafen erfährt er aber, dass kein Schiff aus Tunis ankommen würde, erkennt dann aber, dass ein großer Fischtrawler „Tunis“ heißt. Um auf dieses Schiff zu kommen, bittet Rizzo Seemann Joe um Hilfe, die er aufgrund der Ereignisse auf dem Hausdach auch sofort erhält und der auch noch zwei schlagkräftige Freunde mitbringt. Nach einer großen Prügelei findet Rizzo das Rauschgift, welches in den Bäuchen toter Fische steckt. Rizzo hat durch diesen Fund dem ausländischen Drogenring nahezu den kompletten Rauschgiftvorrat abgenommen und sucht nun den italienischen Verräter, da er glaubt, dass dieser sowohl Ferdinando, den Baron, als auch den Buckligen ermordet hat. Rizzo vermutet außerdem, dass sein ihm scheinbar stets feindlich gesinnter Chef Tabassi mit den Ausländern unter einer Decke steckt.
Rizzo trifft sich mit Zwei-Finger-Joe, der ihm immer half, obwohl er eine hohe Stellung in der neapolitanischen Camorra hat. Als dieser Rizzos Vorwürfe leugnet, konfrontiert dieser ihn mit dem Beweis, den er am Tatort des Buckligen fand: Scartelato hatte seine Finger der linken Hand in die Position gebracht, sodass sie der Hand von Zwei-Finger-Joe, seinem Mörder, ähnelte.
Zwei-Finger-Joe will Rizzo erschießen, aber die Polizei taucht auf und will beide verhaften. Am Ende stellt Rizzo fest, dass sein Chef Tabassi doch auf der richtigen Seite steht und Rizzo als Köder benutzte, um an die Verbrecher heranzukommen. Rizzo hielt Tabassi für einen Verräter, Tabassi vermutete das gleiche von Rizzo. Zwei-Finger-Joe kann bei der Verhaftung zunächst in die Katakomben fliehen, wird dann aber nach einer weiteren Prügelei mit Rizzo endgültig festgenommen.

## Kritik
„Höhepunkt der zahllosen Prügeleien, die stets durch slapstickhafte Komik gemildert werden, ist eine turbulente Keilerei im Schiffslagerraum, bei der steifgefrorene Fische als Wurfgeschosse dienen.“

„„Sie nannten ihn Plattfuß“ bietet Bud Spencer eine ausgezeichnete Plattform, sein schauspielerisches Können abseits seiner typischen Rollen zu demonstrieren. Seine Fähigkeit, komische wie ernste Szenen glaubhaft zu verkörpern, bereichert den Film ungemein. Trotz einer manchmal langatmigen Handlungsführung überzeugt das Ende durch seine schlüssige Auflösung, was den Film zu einem der bemerkenswertesten in Bud Spencers Karriere macht.“

## Synchronisation
Die deutsche Fassung wurde bei der Deutschen Synchron erstellt. Karlheinz Brunnemann und Arne Elsholtz schrieben das Dialogbuch und Karlheinz Brunnemann führte Regie. Die deutsche Fassung ist um ca. drei Minuten gegenüber der italienischen gekürzt.
| Darsteller            | Rolle                        | Synchronsprecher        |
| --------------------- | ---------------------------- | ----------------------- |
| Bud Spencer           | Kommissar Rizzo (Plattfuß)   | Wolfgang Hess           |
| Adalberto Maria Merli | Commissario Capo Dr. Tabassi | Thomas Danneberg        |
| Raymond Pellegrin     | Rechtsanwalt De Ribbis       | Rolf Schult             |
| Juliette Mayniel      | Maria                        | Renate Danz             |
| Mario Pilar           | Zweifinger-Joe               | Jürgen Thormann         |
| Enzo Cannavale        | Brigadier Caputo             | Friedrich W. Bauschulte |
| Angelo Infanti        | Ferdinando der Baron         | Harry Wüstenhagen       |
| Dominic Barto         | Tom Ferramenti               | Heinz Petruo            |
| Vincenzo Maggio       | Gennarino                    | Hans F. Wilhelm         |

## DVD- und Blu-ray-Veröffentlichungen
Der Film erschien unter dem Titel Buddy fängt nur große Fische 2005 in der gekürzten deutschen Fassung bei Paramount. 2012 veröffentlichte Universum eine Neuausgabe mit verbessertem Bild und der ungekürzten Originalfassung als Bonus. Ebenfalls 2013 erschien der Film zusammen mit den drei Fortsetzungen in HD auf Blu-ray. Neben der gekürzten deutschen Fassung war auch hier die vollständige italienische Originalfassung enthalten.

## Trivia
- Der Wagen, den Ferdinando Scarano fährt, ist ein Lamborghini Espada.
- Bei der Verfolgungsfahrt ist der von Kommissar Rizzo beschlagnahmte Wagen ein Fiat 130 Coupé.
- Im Gegensatz zu den anderen Plattfuß-Filmen wurde Bud Spencer in diesem Film auch in der Originalfassung synchronisiert. Die Stimme lieh ihm Glauco Onorato.[7]
- Die Außenaufnahmen in Neapel wurden so lange von Anwohnern gestört, bis der Regisseur 100.000 Lire an die Camorra zahlte.[8]
- Auffallend für Spencer-Fans ist, dass der von ihm verkörperte Kommissar Rizzo in Prügeleien nicht so übermächtig und unverwundbar wirkt, wie andere Charaktere, die er häufig in Filmen mit Terence Hill darstellte. Spencers Figuren konnten stets alle Angriffe, seien sie mit baren Fäusten und Füßen oder Schlagwaffen ausgeführt, mühelos einstecken, und behielten in Schlägereien problemlos gegen jeden Gegner die Oberhand. Rizzo tut dies in unbewaffneten Kämpfen auch, aber sobald die Bösewichte diverse Gegenstände wie Eisenrohre, große Vasen, Ketten, Stricke und ähnliches als Waffe benutzen, gewinnen sie häufig kurzfristig die Oberhand, und er findet sich für kurze Zeit in sehr gefährlichen Situationen wieder, aus welchen er nur mit enormer Anstrengung und teilweise Glück wieder entkommen kann.